# Nathan Earle
Nathan Earle (Hobart, 4 juni 1988) is een Australisch wielrenner die anno 2025 rijdt voor de Japanse ploeg Kinan Racing Team.

## Belangrijkste overwinningen
2011
2e, 3e en 4e etappe Ronde van Wellington
2012
2e en 4e etappe Ronde van Borneo
Bergklassement Ronde van Borneo
2013
2e en 4e etappe New Zealand Cycle Classic
Eindklassement New Zealand Cycle Classic
2e etappe Ronde van Taiwan
5e etappe Ronde van Japan
2017
Bergklassement Ronde van Thailand
1e en 2e etappe Ronde van Lombok
Eind-, punten- en bergklassement Ronde van Lombok
2018
Bergklassement Herald Sun Tour
2022
1e etappe Ronde van Japan
Eindklassement Ronde van Japan
Eindklassement Ronde van Kumano
2023
6e etappe Ronde van Japan
Eindklassement Ronde van Japan

## Resultaten in voornaamste wedstrijden
| Jaar | Ronde van Italië | Ronde van Frankrijk | Ronde van Spanje |
| ---- | ---------------- | ------------------- | ---------------- |
| 2014 |                  |                     |                  |
| 2015 |                  |                     |                  |
| 2016 |                  |                     |                  |
| 2017 |                  |                     |                  |
| 2018 |                  |                     |                  |
| 2019 |                  |                     |                  |

| Jaar | Amstel Gold Race | Luik-Bast.‑Luik | Ronde van Lombardije | Waalse Pijl |
| ---- | ---------------- | --------------- | -------------------- | ----------- |
| 2014 | 79e              | 70e             |                      | opgave      |
| 2015 | opgave           | opgave          |                      |             |
| 2016 |                  |                 |                      |             |
| 2017 |                  |                 |                      |             |
| 2018 |                  |                 |                      |             |
| 2019 |                  |                 | 67e                  |             |

## Ploegen
- 2008 –  Praties
- 2009 –  Praties
- 2010 –  Genesys Wealth Advisers
- 2011 –  Genesys Wealth Advisers
- 2012 –  Genesys Wealth Advisers
- 2013 –  Huon Salmon-Genesys Wealth Advisers
- 2014 –  Team Sky
- 2015 –  Team Sky
- 2016 –  Drapac Professional Cycling
- 2017 –  Team Ukyo
- 2018 –  Israel Cycling Academy
- 2019 –  Israel Cycling Academy
- 2020 –  Team Ukyo
- 2021 –  Team Ukyo
- 2022 –  Team Ukyo
- 2023 –  JCL Team Ukyo
- 2024 –  JCL Team Ukyo
- 2025 –  Kinan Racing Team

Chugg · N.Clarke · W.Clarke · Earle · Furmston · Grieve-Johnson · Mather · Newell · Norton · Porte · Rigg · Walker · Wilson
Chugg · N.Clarke · W.Clarke · Earle · Grenda · Grieve-Johnson · Marwood · Mather · Newell · Norton · Porte · Rigg · Walker · Wilson
Clarke · Earle · Grenda · Grieve-Johnson · Haas · Marwood · Newell · J.Pearson · M.Pearson · Robinson · Walker
Earle · Flakemore · Giacoppo · Haas · Lovelock · Marshall · Marwood · Rigg · Sanderson · Shaw · Von Hoff · K.Walker · T.Walker
Carver · Crawford · Davis · Dyball · Earle · Flakemore · Giacoppo · Hose · Lovelock · Marwood · Pearson · Rigg · Robinson · Sanderson · Shaw · K.Walker
Beckinsale · Clements · Cooper · Crawford · Davis · Donnelly · Dyball · Earle · Flakemore · Giacoppo · Haig · Jones · Lovelock · Robinson · Shaw · K.Walker
Boasson Hagen · Boswell · Cataldo · Deignan · Dombrowski · Earle · Edmondson · Eisel · Froome · Seb. Henao · Ser. Henao · Kennaugh · Kiryjenka · Knees · López · Nieve · Pate · Porte · Puccio · Rasch · Rowe · Siwtsow · Stannard · Sutton · Swift · Thomas · Tiernan-Locke · Wiggins   · Zandio
Boswell · Deignan · Earle · Eisel · Fenn · Froome · Seb.Henao · Ser.Henao · Kennaugh · Kiryjenka   · Knees · König · López · Nieve · Nordhaug · Pate · Poels · Porte · Puccio · Roche · Rowe · Siwtsow · Stannard · Sutton · Swift · Thomas · Viviani · Wiggins   (tot 12/04) · Zandio · Geoghegan Hart (stagiair) · Peters (stagiair)
Brown · Canty · Clarke · Earle · Evans · Jones · Kerby · Koning · Lowndes · Mannion · Meyer · Mouris · Norris · Phelan · Roe · Scully · Spokes · Sulzberger
Ávila · Boivin · Dempster · Díaz · Earle · Enger · Gebremedhin · O. Goldstein · R. Goldstein · Hermans · Jensen · Lemus · Neilands · Niv · Perry · Plaza · Räim · Sagiv · Sbaragli · Schreurs · Turek · Williams · van Winden · Yechezkel
Ávila · Badilatti · Barbier · Boivin · Brändle · Crisey · Cataford · Cimolai · Dempster · Dunne · Earle · Einhorn (vanaf 1-6) · Enger · Gebremedhin · O. Goldstein · R. Goldstein · Hermans · Jensen · Minali · Neilands · Niv · Perry · Plaza · Räim · Sagiv · Sbaragli · Schreurs · Turek · van Asbroeck · van Winden · Ben Mosche (stagiair) · Ovett (stagiair) · Renard (stagiair)